# Нововоронежская АЭС

Логотип электростанции

Нововоро́нежская АЭС — одна из первых промышленных атомных электростанций СССР. Расположена в Воронежской области на расстоянии 3,5 км от города Нововоронеж. До областного центра (г. Воронеж) — 45 км. Является филиалом АО «Концерн Росэнергоатом».
Нововоронежская АЭС — первая в России станция с реакторами типа ВВЭР (водо-водяные энергетические реакторы корпусного типа с обычной водой под давлением). Пять из семи реакторов, построенных на станции, являлись головными прототипами серийных энергетических реакторов.
Нововоронежская АЭС является главным источником электрической энергии Воронежской области, обеспечивая её потребности на 85%. Кроме того, с 1986 года она на 50 % обеспечивает город Нововоронеж теплом.
Электроэнергия АЭС выдаётся потребителям по линиям напряжением 110, 220 и 500 кВ.
В 1972 году станции было присвоено имя 50-летия СССР, а в 1976 году за успехи в освоении энергоблоков атомной станции награждена орденом Трудового Красного Знамени.
До 18 сентября 2008 года станция входила во ФГУП «Росэнергоатом», после его реорганизации входит в концерн Росэнергоатом.

## Промышленная площадка

### Расположение
Нововоронежская АЭС расположена в лесостепной местности на левом берегу реки Дон в 45 км к югу от города Воронежа и на расстоянии 50 км к северо-западу от города Лиски. В административном отношении площадка НВАЭС расположена в Каширском районе Воронежской области. К северу от промплощадки на расстоянии 5 километров расположен благоустроенный город российских энергетиков Нововоронеж, градообразующим предприятием которого является Нововоронежская АЭС. НВ АЭС расположена на берегу реки Дон — крупного водоёма государственного значения 1 категории водопользования. Район Нововоронежской АЭС является зоной интенсивного земледелия, мясо-молочного животноводства и птицеводства.

### Особенности рельефа
Рельеф района расположения площадки НВ АЭС соответствует участку рельефа среднего Дона в пределах Тамбовской равнины и представляет собой полого-волнистую равнину, местами пересечённую оврагами. В геоморфологическом отношении район площадки расположен на стыке двух морфологических областей: Средне-Русской возвышенности и Тамбовской низменности в среднем течении реки Дон.
Левобережная часть реки Дон, на которой расположена площадка АЭС — низменная. Правобережная же часть представлена глубокими извилистыми балками и многочисленными ложбинами, которые придают местности «волнистый» вид.
В процессе строительства объектов НВ АЭС русло реки Дон было спрямлено Духовским прораном. За счёт перераспределения водного потока происходит размыв правого берега реки Дон, интенсивность размыва составляет 3-5 м/год. Левобережный склон в районе НВ АЭС залесён, что препятствует его размыву в периоды снеготаяния и интенсивного выпадения осадков. На самой промплощадке поверхность спланирована и оборудована ливневой канализацией, на поверхности следов размыва не отмечается.

### Природно-климатические условия
В районе НВ АЭС климат умеренно континентальный с хорошо выраженными сезонами года. Здесь почти равновероятно присутствие различных по происхождению воздушных масс — холодных из Арктики, влажных из Атлантики и сухих из Казахстана. В течение всего года АЭС находится вблизи климатического гребня высокого давления, ось которого проходит примерно по линии Кишинёв-Саратов.

### Источники водопользования

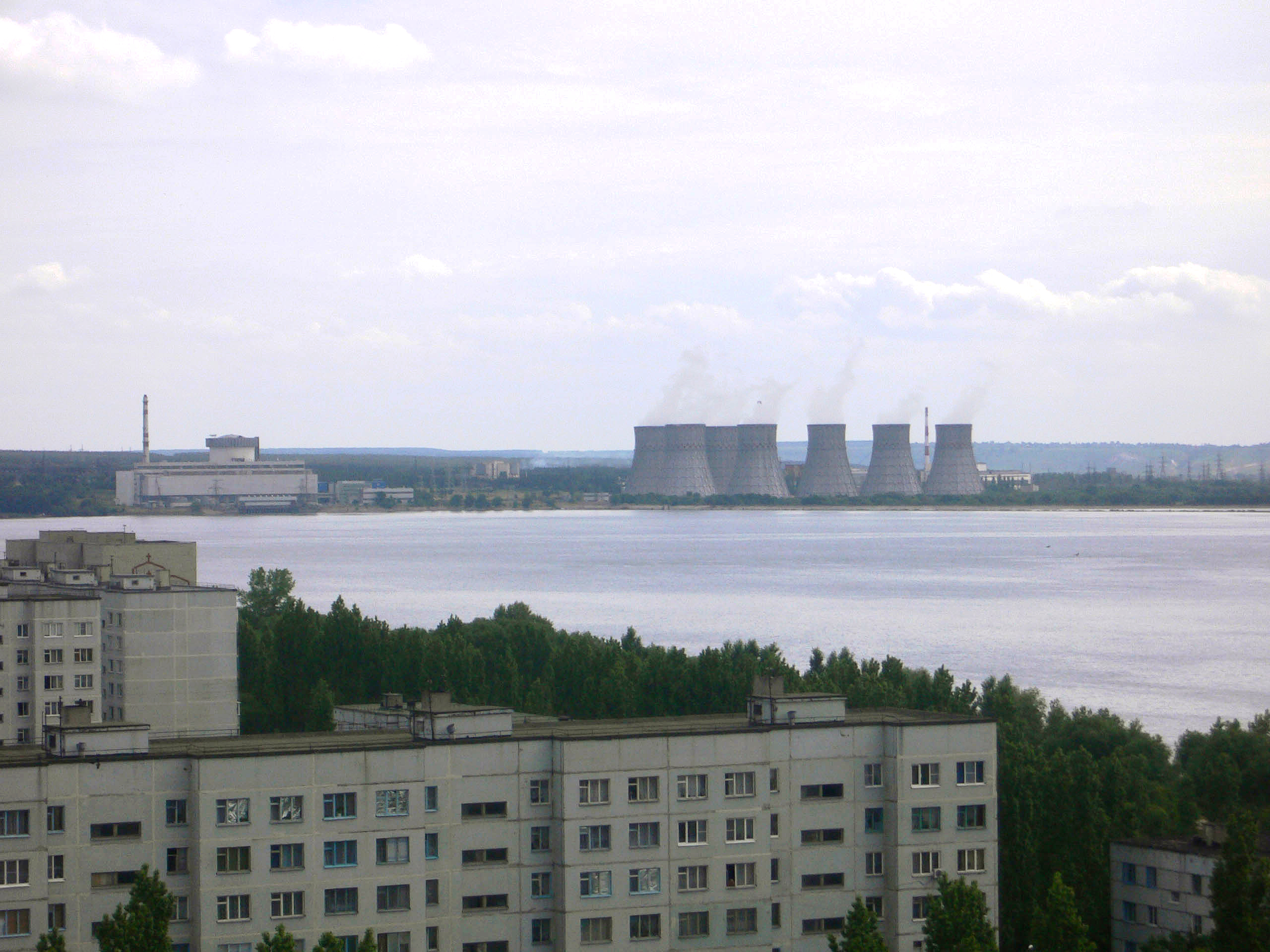
Пруд-охладитель 5-го энергоблока. На изображении также видны 5-й энергоблок, градирни и часть здания 3-го и 4-го энергоблоков

### Энергоблоки 1 и 2

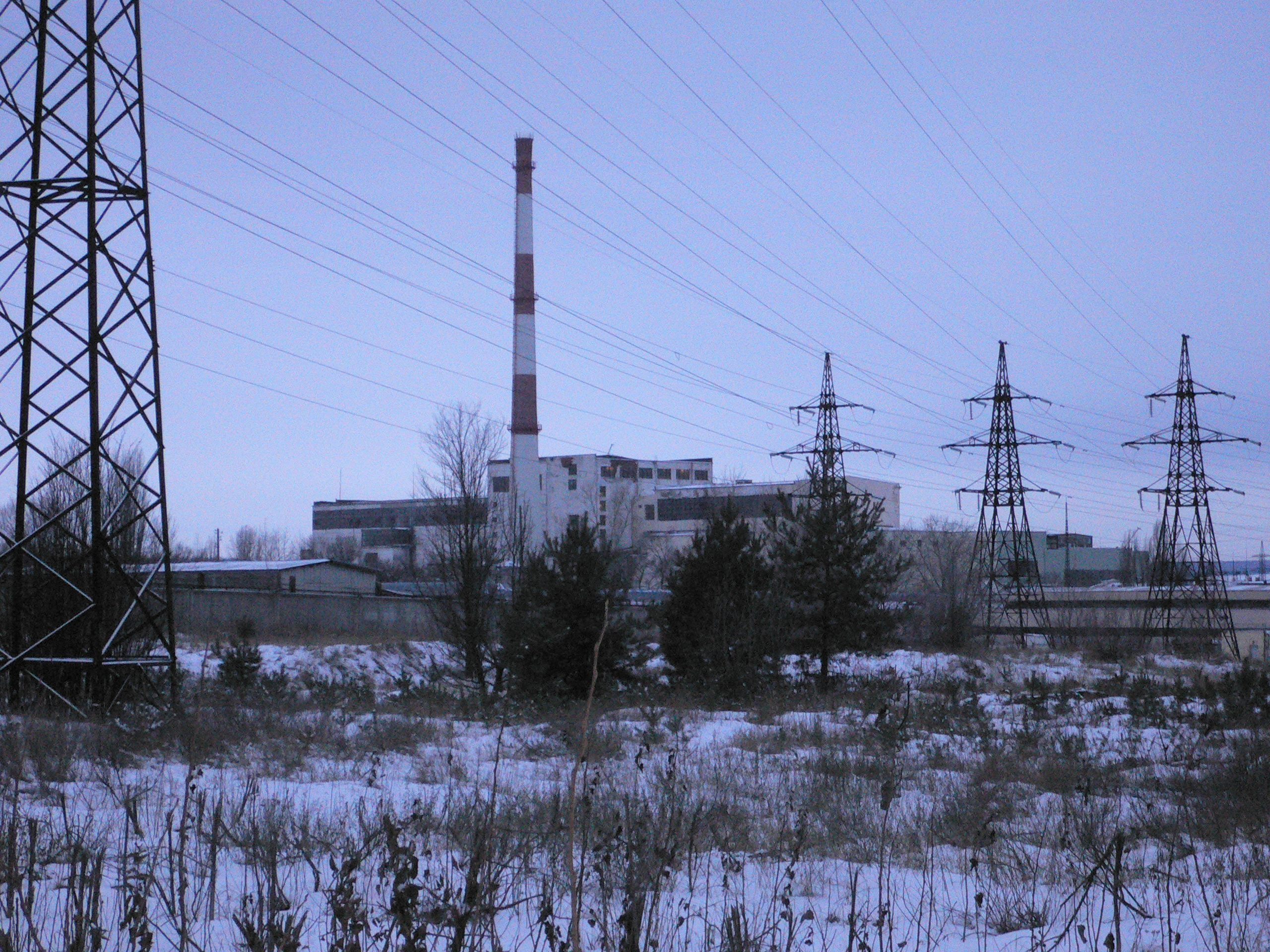
1 и 2 энергоблоки Нововоронежской АЭС

### Энергоблоки 3 и 4

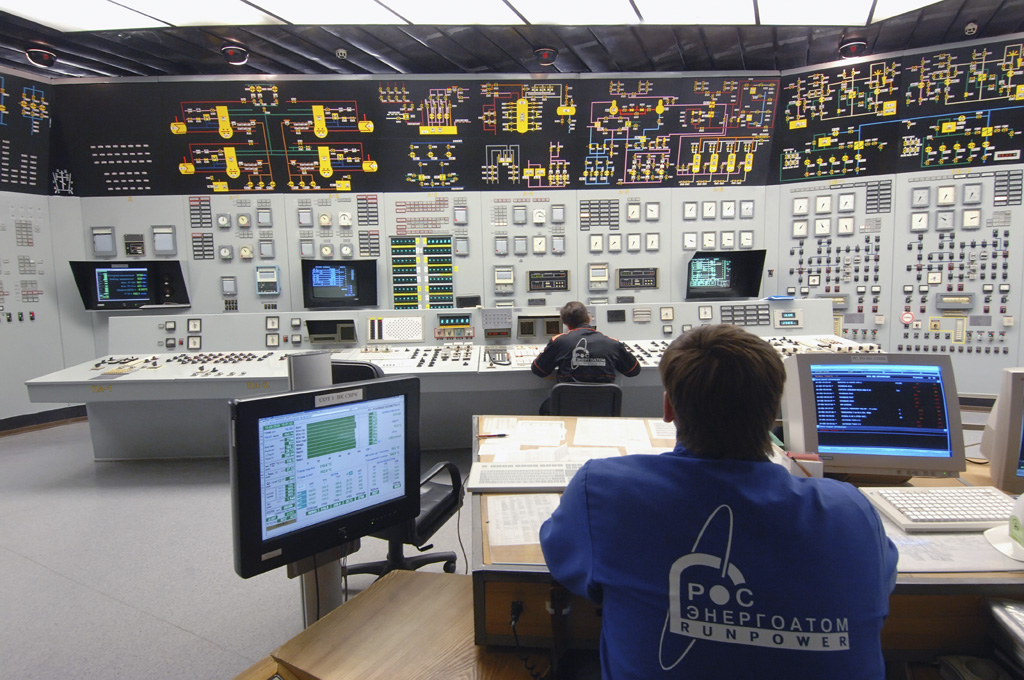
Блочный щит управления пятого энергоблока Нововоронежской АЭС

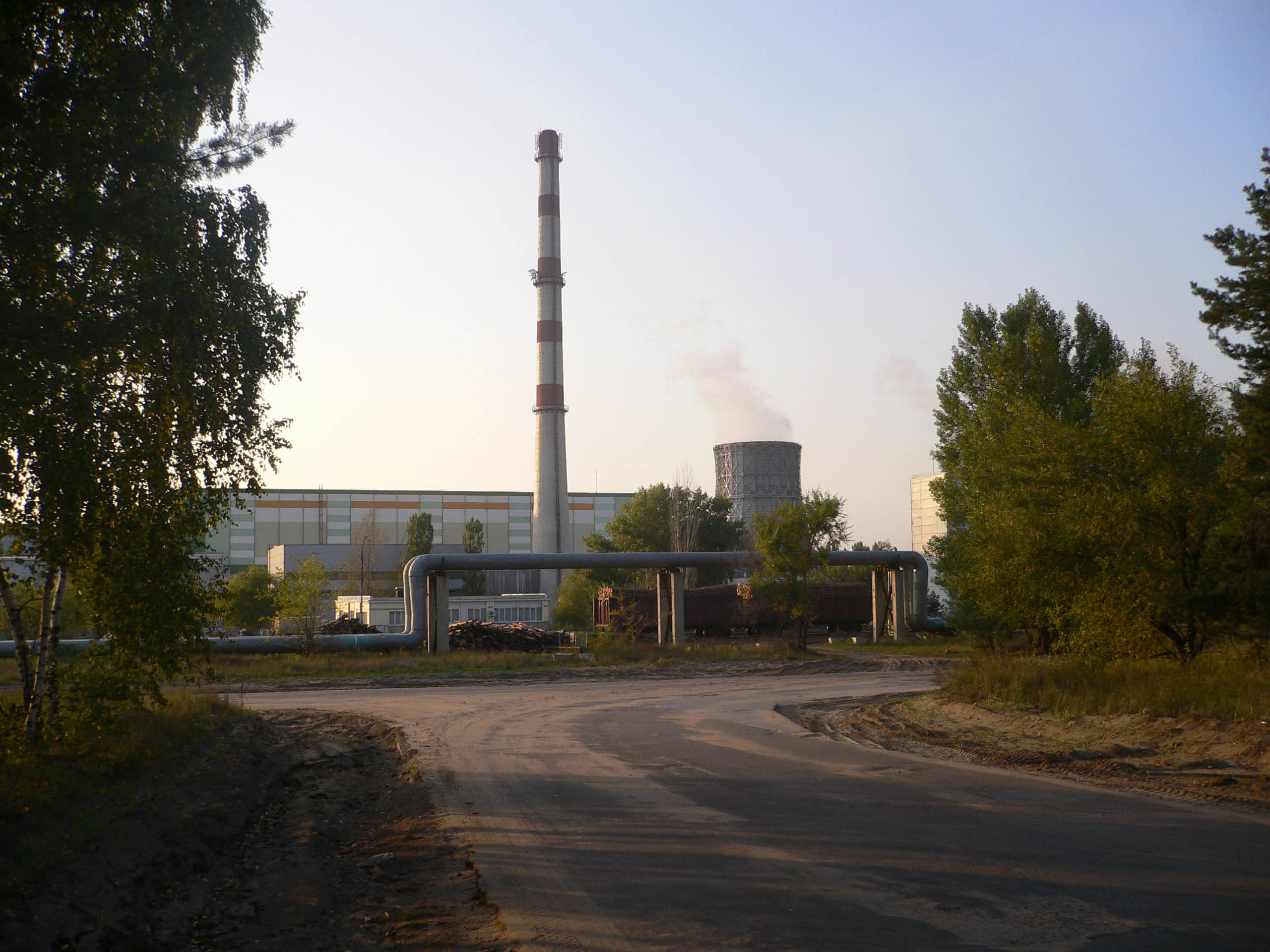
Третий и четвёртый энергоблок Нововоронежской АЭС.

### Энергоблок 5

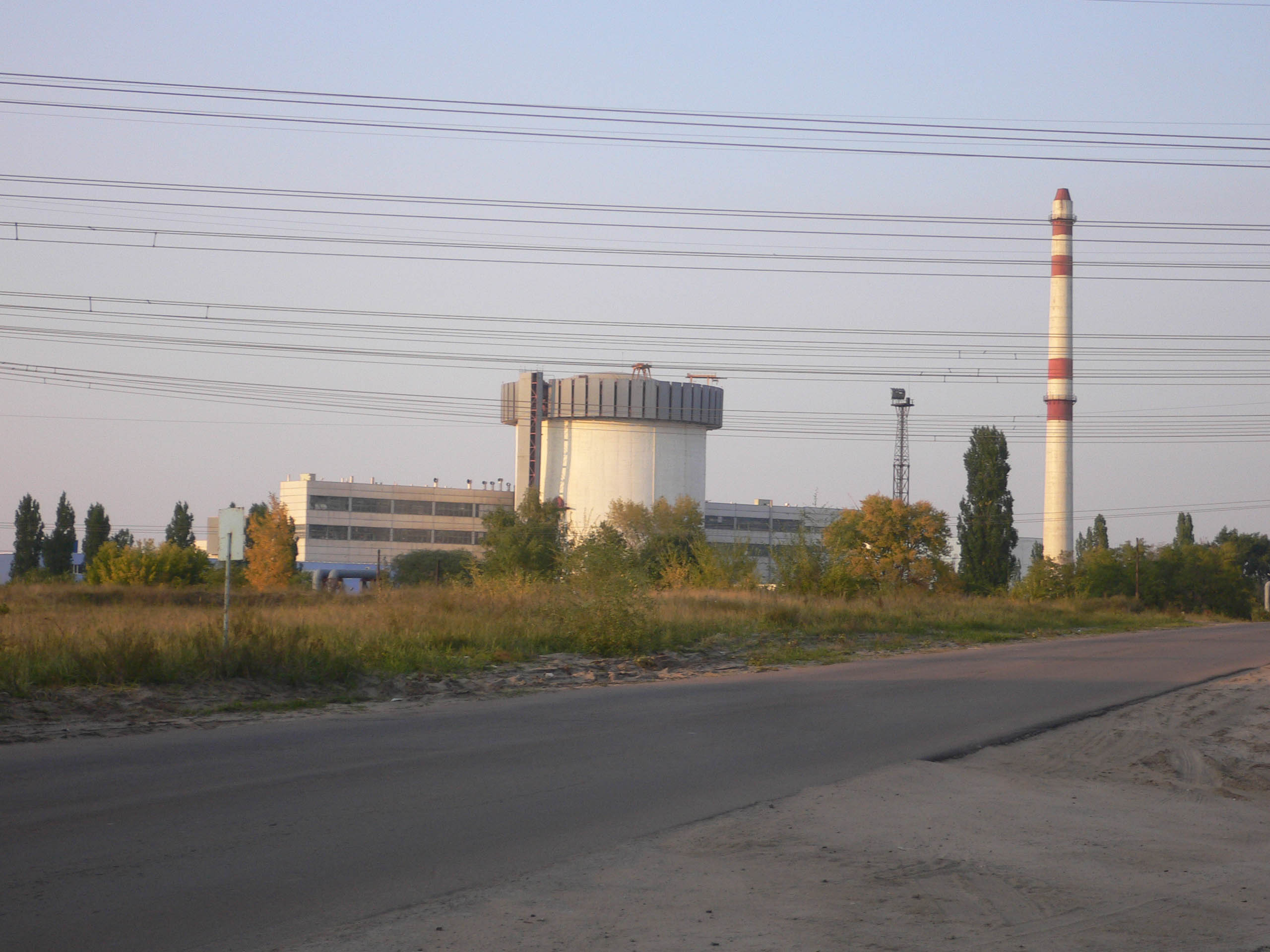
Пятый энергоблок НВ АЭС

### Газоаэрозольные выбросы

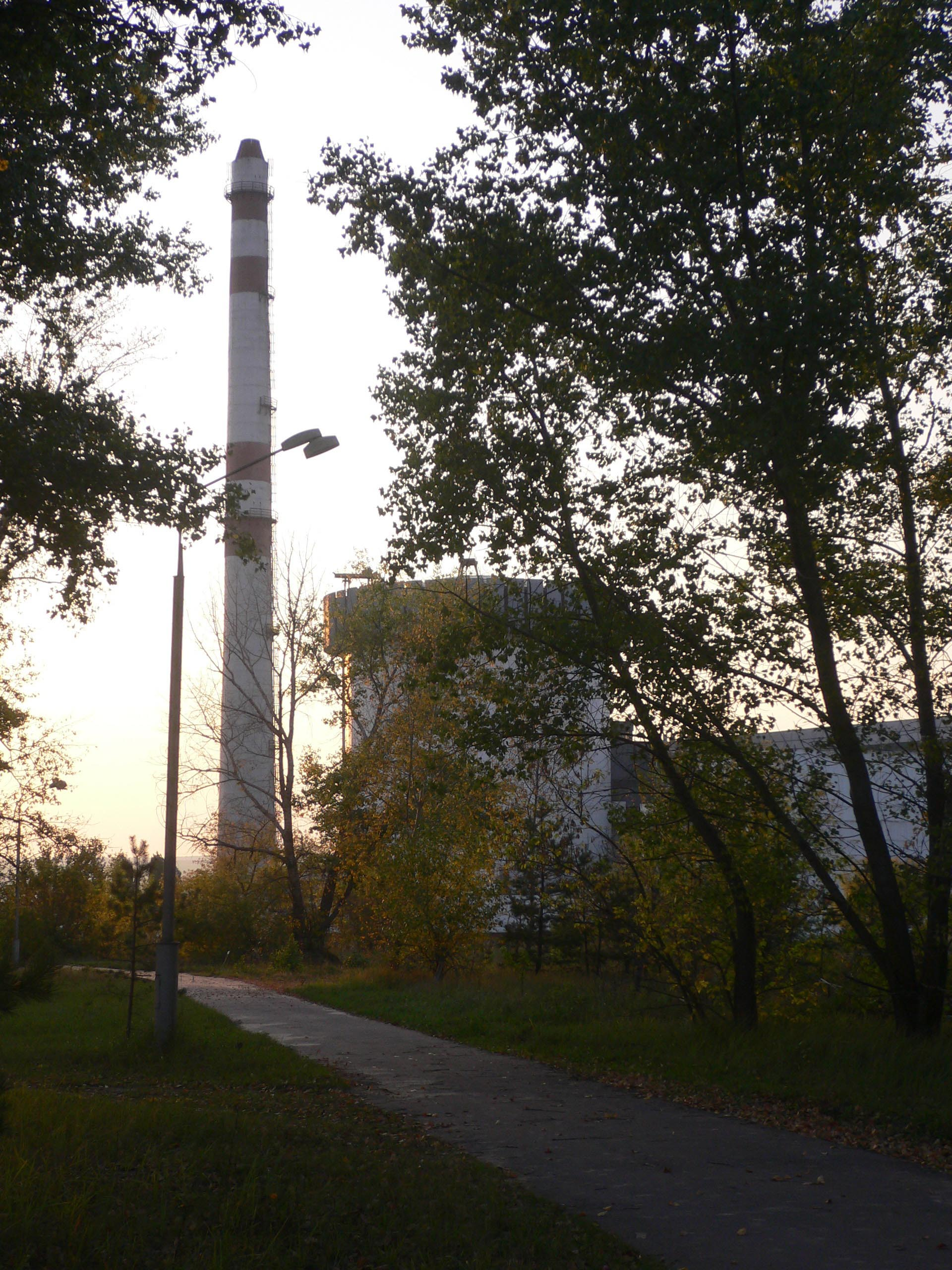
Пятый энергоблок НВ АЭС. На фотографии видна труба для вентвыбросов